# 秋葉剛男
秋葉 剛男（あきば たけお、1958年〈昭和33年〉12月19日 - ）は、日本の外交官。内閣特別顧問。
外務省総合外交政策局長、外務審議官（政務担当）、外務事務次官、国家安全保障局長（第3代）等を歴任した。

## 経歴・人物

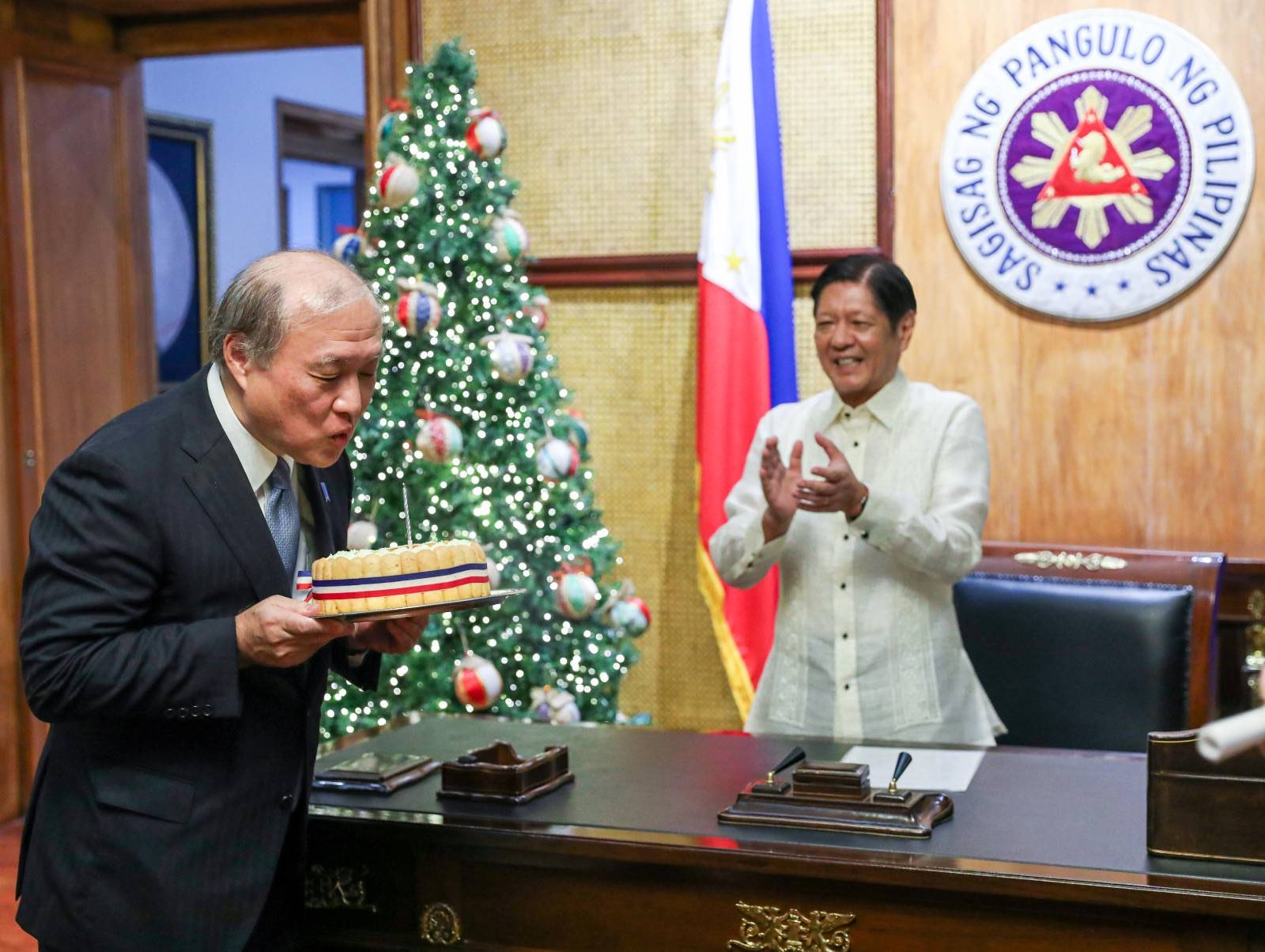
秋葉氏は2024年12月19日に マニラ でフィリピン大統領ボンボン・マルコスとともに66歳の誕生日を祝いました。

神奈川県出身。栄光学園中学校・高等学校卒業。1981年（昭和56年）10月東京大学法学部第2類（公法コース）在学中に外務公務員採用上級試験に合格する。
1982年（昭和57年）東大法学部第2類を卒業して、外務省に入省。英語研修（米国フレッチャー法律外交大学院）、国際法課長、中国・モンゴル課長を経て、2012年（平成24年）北米局兼アジア大洋州局審議官、2014年（平成26年）国際法局長、2015年（平成27年）総合外交政策局長を経て、2016年（平成28年）6月7日から外務審議官（政務担当）。
2018年（平成30年）外務事務次官。早期から外務事務次官候補と目され、外務審議官としては、北方領土の共同経済活動に関する日露次官級協議などを担当した。
2019年（令和元年）5月28日の川崎市登戸通り魔事件（被害者2人死亡、18人負傷）で外務事務官の男性が殺害された際は、河相周夫上皇侍従長（元外務事務次官等）を通じて上皇明仁・上皇后美智子夫妻から同被害者の妻に対する弔意を伝えられた。
2021年（令和3年）4月16日、外務事務次官の在任期間が1184日となり、佐藤栄作政権下での牛場信彦を超え、戦後最長となった。
同年6月22日、退官。
同年7月7日、国家安全保障局長兼内閣特別顧問。
2025年  (令和7年) 1月20日、国家安全保障局長を退任。内閣特別顧問は留任。

## 同期
- 伊藤伸彰（16年ウズベキスタン大使）
- 岡浩（21年エジプト大使・19年マレーシア大使・16-17年トルコ大使）
- 斎木尚子（17年外務省研修所長・15年国際法局長）
- 嶋崎郁（20年ヨルダン大使・17年チェコ大使）
- 能化正樹（21年駐スウェーデン大使・18年駐エジプト大使）
- 髙岡望（21年カメルーン大使）
- 髙瀨寧（21年ラトビア大使・17年メキシコ大使・14年中南米局長）
- 林肇（20年英国大使・19年内閣官房副長官補・17年ベルギー大使）
- 引原毅（19年ウィーン代表部大使・15年ラオス大使）
- 藤村和広（22年フィンランド大使・18年キューバ大使）
- 星山隆（22年ボツワナ大使）
- 柳秀直（20年ドイツ大使・17年ヨルダン大使）
- 新井辰夫（18年セネガル大使・15年ジブチ大使）
- 岩藤俊幸（17年ジンバブエ大使）
- 倉光秀彰（21年モロッコ大使・18年コートジボワール大使）
- 中山泰則（20年ギリシャ大使）
- 平木塲弘人（18年外務省研修所副所長）
- 山田淳（2021年カザフスタン大使・2018年アルメニア大使）
- 山本条太（21年オマーン大使・19年関西担当大使・16年フィンランド大使）
- 松田邦紀（2021年ウクライナ大使・2018年パキスタン大使）